# Кондор (Риу-Гранди-ду-Сул)
Кондор (порт. Condor)  —  муниципалитет в Бразилии, входит в штат Риу-Гранди-ду-Сул. Составная часть мезорегиона Северо-запад штата Риу-Гранди-ду-Сул. Входит в экономико-статистический  микрорегион Ижуи. Население составляет 6543 человека на 2006 год. Занимает площадь 465,188 км². Плотность населения — 14,1 чел./км².

## История
Город основан 17 ноября 1965 года. 

## Статистика
- Валовой внутренний продукт на 2003 составляет 129.127.490,00 реалов (данные: Бразильский институт географии и статистики).
- Валовой внутренний продукт на душу населения на 2003 составляет 19.807,87 реалов (данные: Бразильский институт географии и статистики).
- Индекс развития человеческого потенциала на 2000 составляет 0,793 (данные: Программа развития ООН).

## География
Климат местности: субтропический гумидный.